# 김선교
김선교(金善敎, 1960년 9월 18일~)는 대한민국의 정치인으로, 제21·22대 국회의원이다.
제38·39·40대 경기도 양평군수(2007. 4.~2018. 6.)를 지냈다. 종교는 불교이다. 제21대 총선에서 경기 여주시·양평군에서 당선되으며, 이후 2023년 5월 의원직을 상실하였다. 2024년 4월 제22대 총선에서 같은 지역구에 다시 출마하여 당선되었다.

## 학력
- 1973년 옥천국민학교 졸업
- 1976년 양평중학교 졸업
- 1979년 양평종합고등학교 졸업
- 한국방송통신대학교
- 고려대학교 정책대학원

## 경력
- 1980년: 경기도 양평군 서종면 9급 공무원
- 1985년: 경기도 양평군 건설과 공무원
- 1994년: 경기도 양평군 양평읍 계장
- 1995년 12월~1997년 1월: 경기도 양평군 문화공보과 홍보기획 계장
- 1997년 1월~1999년 8월: 경기도 양평군 기획정책실 기획담당 계장
- 1999년 8월~2001년 2월: 경기도 양평군 지방자치과 비서실 계장
- 2001년: 경기도 양평군 옥천면장
- 2002년 8월~2004년 7월: 경기도 양평군 문화공보과 과장
- 2004년: 경기도 양평군 용문면장
- 2006년: 경기도 양평군 양서면장
- 2007년 4월 25일: 2007년 상반기 재보궐선거(민선 4기, 경기도 양평군수, 무소속, 초선)
- 2010년 6월 2일: 제5회 전국동시지방선거 당선(민선 5기, 경기도 양평군수, 한나라당, 재선)
- 2014년 6월 4일: 제6회 전국동시지방선거 당선(민선 6기, 경기도 양평군수, 새누리당, 3선)
- 2007년 4월 25일~2018년 6월 30일: 제38~40대 경기도 양평군수(민선 4·5·6기, 무소속→한나라당→새누리당→자유한국당, 민선 최연소 기초단체장 3선[1])
- 2011년 5월~2012년 4월: 경기도동부권시장군수협의회장
- 2014년 9월~2016년 8월: 전국청년시장군수구청장협의회장
- 2017년 2월~2018년 9월: 자유한국당 경기도당 여주시·양평군 당원협의회 위원장
- 자유한국당 경기도당 정책개발본부 문화체육관광위원장
- 2018년 12월~2020년 2월: 자유한국당 경기도당 여주시·양평군 당원협의회 위원장
- 2020년 2월~2020년 9월: 미래통합당 경기도당 여주시·양평군 당원협의회 위원장
- 2020년 4월 15일: 대한민국 제21대 국회의원 선거 당선(경기 여주시·양평군, 미래통합당, 초선)
- 2020년 7월~2020년 9월: 미래통합당 소상공인 살리기 특별위원회 위원
- 2020년 8월~2020년 9월: 미래통합당 지방자치위원장
- 2020년 9월~2023년 5월: 국민의힘 경기도당 여주시·양평군 당원협의회 위원장
- 2020년 9월: 국민의힘 소상공인 살리기 특별위원회 위원
- 2020년 9월: 국민의힘 지방자치위원장
- 2020년 11월~2021년 6월: 국민의힘 정책조정위원회 제2정조부위원장(농해수·산자·국토 분야)
- 2021년 8월~2021년 11월: 제20대 대통령 선거 국민의힘 윤석열 대통령 경선후보 국민캠프 지역본부 권역별 선거대책위원회 경기도 공동선거대책위원장
- 2021년 12월~2022년 1월: 제20대 대통령 선거 국민의힘 윤석열 대통령 후보 선거대책위원회 정책총괄본부 민생회복정책추진단 농림정책 추진본부장
- 2021년 12월~2022년 3월: 제20대 대통령 선거 국민의힘 경기도 살리는 선거대책위원회 선거대책위원장단 공동선거대책위원장
- 2022년 1월~2022년 3월: 제20대 대통령 선거 국민의힘 윤석열 대통령 후보 정책본부 민생회복정책추진단 농림정책 추진본부장
- 2022년 4월: 제8회 전국동시지방선거 국민의힘 김은혜 경기도지사 경선후보 선거대책위원회 직능총괄본부장
- 2022년 4월~2023년 4월: 국민의힘 원내부대표
- 2023년 8월: 국민의힘 경기도당 수석부위원장
- 2024년 3월~2024년 4월: 제22대 국회의원 선거 국민의힘 경기도당 선거대책위원회 선대부위원장
- 2024년 4월 10일: 대한민국 제22대 국회의원 선거 당선(경기 여주시·양평군, 국민의힘, 재선)
- 2024년 5월~: 국민의힘 경기도당 여주시·양평군 당원협의회 위원장
- 2024년 6월~2024년 7월: 국민의힘 정책위원회 산하 시급한 민생 현안 해결을 위한 민생경제안정특별위원회 위원
- 2024년 9월~: 국민의힘 중앙위원회 수석부위원장
- 2024년 9월~: 국민의힘 호남동행 국회의원 발대식 명예의원(전라남도 신안군)
- 2025년 3월~ 국민의힘 산불재난대응 특별위원회 위원
- 2025년 4월~2025년 5월 제21대 대통령 선거 국민의힘 김문수 대통령 경선후보 문수 대통 김문수 승리캠프 특보단장
- 2025년 5월~2025년 6월: 제21대 대통령 선거 국민의힘 김문수 대통령 후보 경기도 선거대책위원회 공동선거대책위원장
- 2025년 5월~2025년 6월: 제21대 대통령 선거 국민의힘 김문수 대통령 후보 직속 정무특보단장
- 2025년 7월~: 국민의힘 경기도당 위원장

### 의정 활동
- 2020년 5월 30일~2023년 5월 18일: 제21대 국회의원(경기 여주시·양평군, 미래통합당→국민의힘, 초선)
  - 2020. 7.~2022. 5. 제21대 국회 전반기 농림축산식품해양수산위원회 위원
    - 제21대 국회 전반기 농림축산식품해양수산위원회 농림축산식품법안심사소위원회 위원
    - 제21대 국회 전반기 농림축산식품해양수산위원회 예산결산심사소위원회 위원

  - 2021. 7.~2022. 5. 제21대 국회 전반기 예산결산특별위원회 위원
    - 2021. 7. 제21대 국회 전반기 예산결산특별위원회 2021년도제2회추경예산안등조정소위원회 위원
    - 제21대 국회 전반기 예산결산특별위원회 결산심사소위원회 위원
    - 제21대 국회 전반기 예산결산특별위원회 예산안등조정소위원회 위원

  - 2022. 5.~2022. 5. 제21대 국회 전반기 윤리특별위원회 위원
  - 2022. 7.~2023. 5. 제21대 국회 후반기 국토교통위원회 위원
    - 제21대 국회 후반기 국토교통위원회 예산결산기금심사소위원회 위원

  - 2022. 7.~2023. 5. 제21대 국회 후반기 여성가족위원회 위원
    - 제21대 국회 후반기 여성가족위원회 예산결산심사소위원회 위원
    - 제21대 국회 후반기 여성가족위원회 청원심사소위원회 위원장

  - 2022. 7.~2022. 7. 제21대 국회 후반기 예산결산특별위원회 위원
  - 중소기업과 골목상권을 현장에서 살피는 정책 전문가 포럼 구성의원
- 2024년 5월 30일~ 제22대 국회의원(경기 여주시·양평군, 국민의힘, 재선)
  - 2024. 6.~ 제22대 국회 전반기 농림축산식품해양수산위원회 위원
    - 제22대 국회 전반기 농림축산식품해양수산위원회 농림축산식품법안심사소위원회 위원장
    - 제22대 국회 전반기 농림축산식품해양수산위원회 예산결산심사소위원회 위원

  - 2024. 7.~ 22대 국회 전반기 정각회 간사
  - 국부포럼 구성의원
  - 국가혁신전략포럼 구성의원

## 지방선거의 배경
지난 2007년 4월 재보궐선거에서 경기도에서 무소속으로 출마하여 당선되었다. 2010년 2월 9일 6·2 지방선거를 앞두고 한나라당에 입당하였다.

## 논란

### 양평군수 시절

##### 양평공사 관련 비리
양평군민들 중 일부가 김선교 양평군수의 양평공사, 국악연수원의 횡령과 배임행위와 관련하여 고발을 하였다. 고발자 측의 의견은 '김 예비후보가 양평군수로 재직 당시 양평공사에 수십억 원에 달하는 불법성 자금을 집행하고, 강상면 송학리 국악연수원에 건축비 및 도로개설 비용 등으로 30억여원의 불법성 자금지원을 한 것은 횡령 및 배임에 해당된다.'라고 언급하였다.
김선교 양평군수 측에서 양평공사의 적자에 대한 이유로 유통전문가가 경영진으로 선임되고 난 후 유통사기에 휘말렸다고 언급하였다. 그리고 "토지를 감정평가 해 가격을 올려 은행대출을 받겠다는 보고는 받았다. 하지만 이것이 분식회계로 연결될 줄은 생각도 못했다. 군수가 공사 문제를 하나부터 열까지 지시할 수는 없다."라고 해명하였다.
양평공사 재무회계 용역보고서에 기재된 내용에 따르면 양평공사 내 경영직과 관리직 직원의 부실경영 그리고 양평공사의 손실과 분식회계 내용이 기재되었다. 그리고 2008년 설립 이후부터 2018년 회계감사를 받을 당시까지 재무조사가 실시되지 않았다. 2018년 재무조사 내용 중 2016년에 취득한 2016년에 취득한 물품에 관한 항목에서 268건, 10억6005만원의 물품에 대한 관리 및 회계상의 오류가 발견됐다.
보고서 상에서는 '만약 재물조사를 모든 물품에 대해 전수조사 방식으로 실시하면 관리 및 회계상의 오류 건수와 금액은 더욱더 늘어났을 것, 수선비나 소모품비로 처리했어야 할 지출을 비품 등의 고정자산으로 회계처리하였기 때문에 발생했다.'라고 언급하였다.
부채와 관련한 면에서는 양평군청에서는 행정안전부장관의 승인 없이 부채를 발행할 수 있다고 주장하였으나, 양평공사가 발행한 장기차입금 가운데 농림부 정책자금(20억원)만 행정안전부장관의 승인제외 대상에 해당했고, 나머지는 모두 사전승인대상이었다. 양평군청에서 행정안전부 측에 대해 보고를 해야되는 것을 누락했고, 행정안전부 측에 보고해야되는 부채계획은 감사원에서 감사를 실시해야되는데 그 과정 또한 누락했다.
양평군의회는 이 사안에 대한 감사를 못했고, 양평군청에서는 공사채 발행자금의 용도를 친환경농산물 수매대금 등 허위로 신청한 후 유용하였다. 자금 신청 내역에서는 계약재배 및 학교급식 식재료의 안정적 공급망 확충, 관내 친환경농산물의 안정적 판로확대 도모를 목적으로 지급보증으로 기재되었고, 이용 내역은 농업발전기금 반납 10억원, 환경시설 대행사업의 인건비 등 운영비 8억원으로 기재되었다.
양평공사의 계약 내에서 김선교 양평군수 측근이 이사로 재임한 (주)티엔티와 24건 4억4232만원에 달하는 납품계약을 맺은 것으로 양평공사 계약 당시 (군수 본인과 최측근)과 양평공사가 계약을 양평공사 이사회의 승인을 받아야한다는 상법 조항을 하였고, 신청내역과 납품 물품의 기재 내역 상 차이가 존재하였다.

##### 윤석열장모 특혜, 뇌물수수, 직권남용 논란
윤석열 전 검찰총장이 수원지방검찰청 여주지청에서 근무할 때 윤석열의 장모가 양평군 공흥지구 개발 시 뇌물수수, 직권남용 및 특혜제공이 일어났다는 논란이 발생하고 있다.
양평군 공흥지구 인근에 임대주택을 건설하기로 계획이 되어있었고, 여기에 LH가 주 사업자로 입찰해서 등록하였다. 그런데 양평군청에서 공흥지구 개발 사업 당시 LH 대신 윤석열 장모가 주식을 가진 이에스아이엔디(ESI&D) 사가 도시개발사업권을 따냈다.
당시 윤석열의 장모가 소유한 이에스아이엔디(ESI&D) 사에서 경기도 양평군 양평읍 공흥리 인근 임야와 농지를 구입했고, 영농법인이 아닌 부동산 개발업자가 구입한 후 투기를 했다는 의혹이 나왔다.
양평군청은 농지 불법 구입 문제에 대해 묵인했고, 개발산업 인허가 기간을 1년 8개월 넘겼지만 어떠한 조치 조차 없었고, 준공 한달 뒤에야 시한 연장을 고시했고, 김선교 전 양평군수는 윤석열 장모 회사에 아파트 인허가 관련 특혜를 제시했다. 그리고 사업 기간 연장 소급 적용 이외에도 800억 원의 이익을 윤석열 측이 누렸다.
그리고 고발인 측에서는 김선교는 윤석열 장모 측 회사인 이에스아이엔디(ESI&D)를 위해 양평군청 소속 공무원들에게 사업기간 연장조치를 소급적용하도록 양평군수의 직권을 남용한 '직권혐의'가 있다고 언급했다.
한편 김선교 측에서는 본인이 직권 남용을 한 적이 없었고 적법한 절차에 따라 했으며 본인이 윤석열 캠프에 간 것과 이 사건이 무관하다고 주장했다.

### 자유한국당공천심사 논란
당시 정병국 의원이 바른정당을 창당하고, 자유한국당에서는 여주시·양평군 당협위원장으로 김선교를 임명하였다.
제7회 도의회 선거 및 지방자치선거에서 김선교와 원경희 여주시장 간 공천갈등이 존재하였다.
즉 김선교가 원경희 여주시장 예비후보에 대한 컷오프를 강행하였고, 경선배제를 단행하였다. 이에 대해 원경희 측에서는 김선교에 대한 비판을 하였다. 이에 대해 김선교는 원경희를 지지하는 당원명부를 공개하는 행위도 하였다.
여주 오학동 농협하나로마트에서 시행된 기자회견에서 김선교는 원경희를 향해 “원경희 후보가 전략공천을 주지 않았다는 이유로 한국당 경선결정에 불복해 탈당과 무소속을 강행하였고, 여주와 양평의 지역감정을 조장하고 있다”, “여주시장 후보자 경선과 관련해서는 도당 공천관리위원회에서 정확하게 결정한 것으로 하자 없다”, “지역감정을 조장해 본인의 정치적 생명을 구차하게 연명해보려는 악의적 꼼수에 불과하다”는 발언을 하였다.
이 기자회견에 대해 원경희 측에서는 김선교 군수를 ▲제9조 ‘공무원의 중립의무’ 위반 ▲제85조 ‘공무원의 선거관여 금지’ 위반 ▲제86조 ‘공무원의 선거에 영향을 미치는 행위 금지’ 위반 ▲제250조 ‘허위사실공표죄’ ▲제251조 ‘후보자비방죄’로 고소하고, 무소속 출마를 하기로 했다.
결국 원경희는 무소속으로 출마했지만, 여주시장 선거서 29.36%의 득표율을 얻어 낙선하였고, 여주시장 선거에서 이항진이 당선되었다.

### 21대 총선당시 네거티브 논란

##### 최재관 후보의 학력비하 논란
김선교 후보는 최재관 후보가 서울대학교 농과대학 출신인 점에 대해 "서울대학교 농과대학 나왔다는 거 아무것도 아니다.", “전공도 굉장히 중요하다. 서울대 농대다. 서울대에서 제일 약한 과가 뭐냐고 물어보실래요?"와 같은 비하발언 또한 서슴치 않았다.
최재관 후보 측에서는 "김 후보님께서 자기 자신의 후원계좌를 걸면서 현직인 이혜원 양평군의원과 같이 방송을 했는데 이에 대해 책임을 지길 바란다."고 언급하였다.

#### 21대 총선선거운동 당시 막말 논란
21대 총선과 관련된 토론에서 최재관 후보는 "양평군, 여주군의 국가정원 세미원과 관련된 공약에서 본인은 할 수 있다. 김선교 당신이 양평군수일 때 불가능했다고 다른 분이 못했다고 규정하지 않길 바랍니다."라고 김선교의 공약에 대해 반박을 하였다. 그러자 김선교 후보는 "그게 최재관 후보님의 B&G입니다. 뻥과 구라입니다"라고 언급하였고 최재관 후보는 김선교에 대해 사과를 요구하였다.
선거 유세 중에서는 김선교 후보 측에서는 최재관에 대해 "외지인이 뭘 안다고 우리 지역구에 출마해서 내가 잘 안다느니 하냐?"는 발언을 하였고, 최재관 측에서는 김선교 후보 캠프에 네거티브를 자제하라고 언급하였다.

### 공직선거법 위반 논란

#### 양평군수시절 선거법 위반 사례
김선교 전 양평군수가 2018년 3월 31일 이장협의회 체육대회를 개최하였다. 그 당시 이장협의회 체육대회가 개최된 청운면 레포츠공원에서 사전 선거운동이 시작되었다.
당시 김선교 양평군수는 이혜원 자유한국당 군의원 나 선거구 출마자들을 "이번 선거에 출마하는 청운면 출신 이혜원 후보"라고 언급하면서 소개하였다. 이 사건에 대해서 김선교 후보는 특정후보를 지지하거나 선거운동을 할 수 없다는 공직선거법 제60조 규정을 위반한 혐의로 불구속 상태로 기소되었고, 무죄판결을 받았다.

#### 21대 총선관련 공직선거법, 정치자금법 위반 논란
2020년 7월 23일 경기남부지방경찰청 지능범죄수사대에서는 김선교 국회의원에 관한 첩보를 입수하고 내사를 진행 중이라는 보도가 나왔다. 김선교 후보 캠프 측에서 후원금과 관련된 부정 회계처리가 있었다는 정보를 입수한 걸로 알려졌다. 그래서 김선교 국회의원 6급 비서에 대한 참고인 조사를 진행했다.
김선교 측에서는 일단 "공식적으로 수급이 가능한 정치자금이 1억 5000만인데, 이 것과 관련해서 내가 관여하지는 않았다. 다음 주에 경찰서에 가서 다시 확인하겠다."라며 혐의를 부인하였다.
2020년 9월 8일, 경기남부지방경찰청이 김선교와 당시 선거본부장을 포함한 캠프 관계자 57명을 불구속 기소로 수원지법 여주지청에 송치했다.
결국 수원지방검찰청에서는 김선교 의원과 가족들에 대한 구속영장 발부 및 기소조치를 2020년 10월 8일에 할 예정이라고 언급하였다. 그렇게 수원지방검찰청 여주지소에서는 김선교를 포함한 57명을 공직선거법과 정치자금법 위반으로 기소가 되었다. 일가에서는 김선교가 대검찰청 차장 출신 변호사를 선임했음에도 불구하고 기소로 결정이 났다고 언급했다.

##### 2020년 11월 5일 공판기일
2020년 11월 5일 수원지방법원 여주지원 형사부 101호 법정에서 정치자금법상 정치자금 부정수수와 공직선거법상 매수 및 이해유도와 관련된 공판준비기일을 개최하였고, 이 날에는 김선교 의원 본인은 참여하지 않았고, 대신 선거캠프 중책을 담당한 이 모씨가 참여하였다.
검찰 측에서는 김선교 의원에게 적용되는 공직선거법, 정치자금법 관련 세부 범죄 사실을 공개하였다.
1) 김선교 의원은 비공식 후원금을 후원회 계좌에 입금하지 않고, 정치자금영수증을 발행하지 아니한 채, 총 66회에 걸쳐 4771만 원을 모금한 후 선거비용으로 지출한 행위로 정치자금법을 위반한 행위인 '정치자금 불법수수 혐의'를 적용하였다.
2) 김선교 의원은 연간 1억 5000만 원을 초과하는 후원금을 모금할 수 없음에도 불구하고, 4848만 원을 초과하는 후원금을 모금하여, 정치자금법을 위반한 행위인 '후원금 모금한도 추가모금 혐의'를 적용하였다.
3) 김선교 후보 캠프의 선거운동원 35명 중 율동운동원 8명에게 일당 4만 원씩, 13일 누적기준 1인당 52만 원, 피켓운동원 27명에게는 일당 3만 원씩, 13일 누적기준 39만 원을 추가로 지급한 사건과 연설원 2명과 사회자 1명에 대해서도 법정 수당 외 일인당 100만 원 씩, 총 300만 원을 지급한 사건에 대해 공직선거법을 위반한 '행위인 매수 및 이해유도 혐의'가 적용되었다.
4) 김선교 의원은 SNS 선거홍보비용 900만 원을 지출하는 것 등법적으로 지정된 회계책임자가 아님에도 선거비용을 지출한 것, 선거사무원 36인에게 지급한 1508만 원과 연설원과 사회자에게 300만 원을 지급한 것에 대해 정치자금법을 위반한 행위인 '회계책임자가 아닌 자의 정치자금 지출 및 선거비용 지출 혐의'가 적용되었다.
이들이 선거기간동안 '공직선거법에서 정한 선거비용인 2억 1900만 원을 초과한 혐의'가 적용된다.
검찰 측에서는 회계책임자인 A씨(여, 48세)에 대해서도 여주시 언거관리위원회에 제출해야하는 회계보고서에서 3058만 원 상당의 선거비용이 누락되었다는 것에 대해 정치자금법을 위반한 행위인 허위 회계보고로 기소하였다. 회계책임자 A씨와 같이 한명헌 선거대책본부장, 선거홍보기획단장, 유세단장, 운영위원장을 포함한 운영위원 11명을 포함한 총 15인을 정치자금법을 위반한 행위인 '정치자금 부정수수'와 공직선거법을 위반한 행위인 '매수 및 이해 유도 행위'가 적용되면서 김선교 의원과 공모한 것으로 간주하였다.
일단 검찰 측에서는 김선교 의원이 21대 총선 기간 동안 발생한 불법후원금 4771만 원의 수령, 법정수당 초과지급 등 불법선거자금의 사용처, 후원금 한도액에 대해 인지하고 있다고 판단하고 정치자금법, 공직선거법 위반혐의를 적용하였다.
반면 김선교 의원 측에서는 검찰에서 기소되는 혐의에 대해 부인하는 모습을 보이며  “후원금은 자신과는 상관없는 일이다. 전혀 관여하지 않았다”면서 공소 사실을 일관되게 부인하며 책임을 후원회 회계책임자 C씨 등에게로 돌렸다.

###### 2021년 10월 25일 제1심 최종 공방
2021년 8월 23일 수원지방법원 여주지원 형사부에서 열린 제 15차 공방이 개최되었다. 이번에는 피고인 김선교와 회계책임자 경 씨 등 주요 피고인들이 참석했고 최종 형량을 검찰 측에서 구형을 내렸다.
검찰 측에서는 김선교의 공직선거법, 정치자금법의 위반 혐의에 대해 선고하였다. 김선교 본인은 당선무효형에 해당되는 징역 1년 6개월과 추징금 4771만 원 징수, 회계책임자 역시 당선무효형에 해당되는 8개월 징역형, 후원회 회계책임자 이 씨는 1년 6개월 징역형, 한명현 선거대책본부장에게는 700만원 벌금형, 홍보기획단장 이 씨에게는 징역 1년을 구형했다.
이 날 이혜원 양평군의원은 후원회 회계책임자인 이 씨와 식사를 한 적이 있고, 김선교 역시 후원회 회계책임자인 이 씨, 한명현 선거대책본부장, 홍보기획단장 이 씨와 공모해서 공직선거법을 위반한 사실이 드러났다.
그리고 회계책임자인 경 씨가 여주시선관위에 선거비용 관련 회계보고를 제출하면서, 3,058만원 상당의 선거비용 지출내역을 누락하여 허위 회계 보고를 혐의 역시 공개되었다.
검찰 측에서는 "공직선거법과 정치자금법 위법 취지에 정면으로 반하는 피고인들의 금품수수 행위가 있었고, 이는 용납될 수 없는 중대한 범죄 행위에 해당되는 데도 피고인은 혐의를 전면 부인하고 있으며, 또한 선거법 위반 전력이 있는데도 반성하지 않고 있다."고 증언하였다.

###### 2021년 11월 20일 1심 선고
2021년 11월 15일 수원지방법원 여주지원 형사부에서 최종 판결을 내렸다. 김선교의 죄목에 대해 사실을 적시하면서 증언자가 1명 외에 없고 증언이 일치하지 않는다는 명목으로 무죄 판결이 내려졌다. 그러나 회계책임자의 경우 '공소사실인 선거비용 지출 초과가 명백하고 회계 보고 누락도 인정된다.'는 판결을 인용해 800만 원 벌금형을 내렸다. 일단 김선교는 무죄 판결을 받았지만 회계책임자가 300만 원 이상 벌금형을 받아 당선무효가 된다.

##### 제2심 재판
1심 선고를 받은 김선교의 회계책임자는 즉각 항소했다. 검찰 역시 김선교의 무죄 판결에 문제가 있고, 김선교의 위증이 있을 수 있다며 즉각 항소했다. 즉 원고와 피고가 같이 항소했다. 제2심 재판은 2022년 8월 30일에 열렸다.
후원회 회계책임자 이 모씨의 변호사는 변론요지서를 통해 회계책임자인 경 모씨가 동영상 편집비용으로 220만 원이 전부인데 경 모씨가 이 모씨와 준 문자에서는 김선교의 유튜브 채널 편집 외에도 홍보 측면에 대한 사실과 이를 위해 지출한 220만 원을 인지했다고 주장한다. 
이번에는 21대 선거 당시 여주시·양평군 관할 여주선거관리위원회 소속 공무원을 소환해서 심문 절차를 밟았다.
회계책임자인 경 모씨의 변호인은 "경 모씨가 여주선관위에 유튜브 홍보 비용 1000만 원의 선거비용 보존 대상 여부, 동영상 제작 비용 200만 원의 선거비용 보존 대상 여부"에 대해 질의했고 해당 공무원인 김 씨는 이에 대한 기억이 없다고 대답했다.
경 모씨의 변호인은 확실하지 않는 지출 사항에 대한 선관위에 연락한 후 지출의 법적 가능성과 선거비용 보전 가능성에 대한 여부를 질문했고 이에 근거해 진행했다고 주장했으며, 미신고후원금의 존재와 지출 가능 여부 등에 대해 알고 있었다면 경 모씨가 회계 처리를 하지 못 했다고 주장했다.
이에 대해 검사와 후원회 회계책임자인 이 모씨의 변호인은 회계책임자인 경 모씨가 미신고 후원금의 존재를 알고 있다는 증거가 있다면서 후원회 회계책임자인 이 모씨와 회계책임자인 경 모씨와의 SNS 대화, 수석보좌관과 나눈 SNS 대화 등을 증거로 제출했다.

### 선거구 사무소 관련 논란
공직선거법과 정치자금법 관련 논란으로 인해 재판을 받고 있는 김선교의 국회의원 선거구 사무소와 관련된 논란이 발생하였다.
김선교 피고인이 국회의원 사무소와 군의회의원 합동사무소를 설치한 후 임대료를 받는다는 의혹이 발생하였다. 김선교의 지역 사무소는 김선교의 5급 비서관인 A씨의 모친이 소유한 건물에 위치해있고, 5급 비서관인 A씨는 김선교 의원 특별보좌관 B씨의 처형이었다.
김선교 의원의 특별보좌관인 B씨는 김선교 의원의 페이스북, 유튜브 계정을 관리하는 인물로 현재 김선교의 불법정치자금 조성 및 SNS 계정 관리 의혹과 비공식후원금 311만 원을 받아갔다는 의혹으로 인해 검찰 측이나 김선교 측으로부터 조사를 받고 있는 상황이다.
김선교 국회의원의 사무실에 군의원들이 입주하면서 합동으로 이용하고 있는데, 김선교 의원과 군의원 4명 등 8명이 20만원씩 160만원을 걷어 임대료 150만원을 내고 나머지 10만원은 커피 등 음료수 구입비 등 운영비로 사용하는 것으로 전해졌다. 즉 후원회 사무실에 김선교 의원 사무실과 군의원 사무실이 있으며 군의원들은 별도의 공간없이 파티션으로만 분리하고 있다고 보도되었다.
게다가 그 건물은 김선교 측근의 건물로 김선교가 사무실을 무상으로 지급받았다는 의혹, 시도의원 등으로부터 합동사무소 운영비로 매달 돈을 걷는 행위, 자신의 보좌진 등의 월급을 일부 반납 받아 지역구 사무실 운영비 등으로 사용하는 행위 등으로 논란이 되고 있으며 해당 사안은 정치자금법에서 정치자금 부정수수로 판례가 존재하는 상황이다.
한편 김선교 의원 측에서는 합법한 절차와 계약서 그리고 보증금·월세를 매월 받고 있다는 사실과 여주시·양평군 국민의힘 의원 이름으로 임차했고, 이에 대해서 김 의원 측에서 월세를 지급하고 있다고 언급하였다.

## 역대 선거 결과
|  | 41.70% |

|  | 66.72% |

|  | 60.12% |

|  | 54.97% |

|  | 53.58% |

## 소속 정당
| 소속 정당 | 소속 정당  | 소속 기간 | 비고      |
| --------- | ---------- | --------- | --------- |
|           | 무소속     | 2007~2010 | 정계 입문 |
|           | 한나라당   | 2010~2012 | 입당      |
|           | 새누리당   | 2012~2017 | 당명 변경 |
|           | 자유한국당 | 2017~2020 | 당명 변경 |
|           | 미래통합당 | 2020      | 합당      |
|           | 국민의힘   | 2020~현재 | 당명 변경 |

## 같이 보기
- 여주시·양평군
- 여주시의 국회의원
- 양평군의 국회의원
- 양평군수